# Grand Prix automobile d'Italie 1970
Résultats du Grand Prix d'Italie de Formule 1 1970 qui a eu lieu sur le circuit de Monza le 6 septembre 1970.

## Classement
| Pos  | N° | Pilote               | Écurie             | Tours | Temps/Abandon              | Grille | Points |
| ---- | -- | -------------------- | ------------------ | ----- | -------------------------- | ------ | ------ |
| 1    | 4  | Clay Regazzoni       | Ferrari            | 68    | 1 h 39 min 06 s 88         | 3      | 9      |
| 2    | 18 | Jackie Stewart       | March-Ford         | 68    | + 5 s 73                   | 4      | 6      |
| 3    | 40 | Jean-Pierre Beltoise | Matra              | 68    | + 5 s 80                   | 14     | 4      |
| 4    | 30 | Denny Hulme          | McLaren-Ford       | 68    | + 6 s 15                   | 9      | 3      |
| 5    | 46 | Rolf Stommelen       | Brabham-Ford       | 68    | + 6 s 41                   | 17     | 2      |
| 6    | 20 | François Cevert      | March-Ford         | 68    | + 1 min 03 s 46            | 11     | 1      |
| 7    | 48 | Chris Amon           | March-Ford         | 67    | + 1 tour                   | 18     |        |
| 8    | 34 | Andrea de Adamich    | McLaren-Alfa Romeo | 61    | + 7 tours                  | 12     |        |
| Nc.  | 32 | Peter Gethin         | McLaren-Ford       | 60    | Non classé                 | 16     |        |
| Abd. | 8  | Jackie Oliver        | BRM                | 36    | Moteur                     | 6      |        |
| Abd. | 52 | Ronnie Peterson      | March-Ford         | 35    | Moteur                     | 13     |        |
| Abd. | 44 | Jack Brabham         | Brabham-Ford       | 31    | Accident                   | 8      |        |
| Abd. | 2  | Jacky Ickx           | Ferrari            | 25    | Embrayage                  | 1      |        |
| Abd. | 12 | George Eaton         | BRM                | 21    | Surchauffe moteur          | 20     |        |
| Abd. | 54 | Tim Schenken         | De Tomaso-Ford     | 17    | Moteur                     | 19     |        |
| Abd. | 6  | Ignazio Giunti       | Ferrari            | 14    | Distribution d'essence     | 15     |        |
| Abd. | 42 | Henri Pescarolo      | Matra              | 14    | Moteur                     | 5      |        |
| Abd. | 10 | Pedro Rodríguez      | BRM                | 12    | Moteur                     | 2      |        |
| Abd. | 50 | Jo Siffert           | March-Ford         | 3     | Moteur                     | 7      |        |
| Abd. | 14 | John Surtees         | Surtees-Ford       | 0     | Panne électrique           | 10     |        |
| Np.  | 28 | Graham Hill          | Lotus-Ford         |       | Retrait volontaire         |        |        |
| Np.  | 24 | John Miles           | Lotus-Ford         |       | Retrait volontaire         |        |        |
| Np.  | 22 | Jochen Rindt         | Lotus-Ford         |       | Accident mortel aux essais |        |        |
| Nq.  | 38 | Jo Bonnier           | McLaren-Ford       |       | Non qualifié               |        |        |
| Np.  | 26 | Emerson Fittipaldi   | Lotus-Ford         |       | Retrait volontaire         |        |        |
| Nq.  | 36 | Nanni Galli          | McLaren-Alfa Romeo |       | Non qualifié               |        |        |
| Nq.  | 56 | Silvio Moser         | Bellasi-Ford       |       | Non qualifié               |        |        |

Légende :
- Abd.=Abandon - Np.=Non partant - Nq.=Non qualifié - Nc.=Non classé

## Pole position et record du tour
- Pole position : Jacky Ickx en 1 min 24 s 14 (vitesse moyenne : 246,019 km/h).
- Meilleur tour en course : Clay Regazzoni en 1 min 25 s 2 au 65e tour (vitesse moyenne : 242,958 km/h).

## Tours en tête
- Jacky Ickx 5 (1-3 / 19-20)
- Pedro Rodriguez 3 (4 / 7-8)
- Jackie Stewart 17 (5-6 / 9 / 11 / 14-17 / 26-27 / 31 / 35 / 37 / 42-43 / 51 / 53)
- Clay Regazzoni 33 (10 / 12 / 32-34 / 36 / 38-41 / 44-50 / 52 / 54-68)
- Jackie Oliver 9 (13 / 18 / 21-25 / 28 / 30)
- Denny Hulme 1 (29)

## À noter
- 1re victoire pour Clay Regazzoni.
- 44e victoire pour Ferrari en tant que constructeur.
- 44e victoire pour Ferrari en tant que motoriste.
- Décès de Jochen Rindt lors des essais. Il sera sacré champion du monde à titre posthume.
- 1er point en championnat pour François Cevert.
- Dernier Grand Prix pour l'écurie Bellasi-Silvio Moser Racing Team.
- Des séquences de la course sont visibles dans le film comique italien de Osvaldo Civirani I Due Della F.1 Alla Corsa Più Pazza, Pazza Del Mondo [1].